# 足立真梨子
足立真梨子（日语：／ Adachi Mariko，1983年7月21日—），日本女子鐵人三項運動員。大阪府枚方市出身，畢業於東香里中学校、太成高校及同志社大学。

## 簡歷
2010年11月，足立代表日本出戰廣州亞運會，參加鐵人三項比賽的女子个人項目，奪得金牌。